# 알란 가글로예프
알란 에두아르도비치 가글로예프(오세트어: Гаглойты Эдуарды фырт Алан, 러시아어: Ала́н Эдуа́рдович Гагло́ев, 1981년 2월 6일 ~ )는 남오세티야의 5대 대통령이다. 2022년 남오세티야 공화국 대통령 선거에 출마하여 56.08% 득표율로 당선되었다. 그는 2002년에 남오세티야 국립 대학교를 졸업했고 남오세티야 경제개발부에서 중소기업 지원 부서의 수석 전문가로 재직하였다. 2022년 5월 24일 공식 취임하였다.
| 전임 아나톨리 비빌로프 | 제5대 남오세티야의 대통령 2022년~ |  |